# Jenna Laukkanen
Jenna Laukkanen (* 2. März 1995 in Kuhmo) ist eine finnische Schwimmerin. Sie trainiert beim Swimming Club Vuokatti. Laukkanen ist 1,82 Meter groß und wiegt 80 Kilogramm.
Bei den Kurzbahneuropameisterschaften 2015 in Netanja gewann Laukkanen die Wettbewerbe über 50 Meter Brust und 100 Meter Brust. Bei den Olympischen Sommerspielen 2012 in London war Laukkanen über 100 Meter Brust 34. und über 200 Meter Brust 32.
Ihre Schwester Noora Laukkanen ist auch Schwimmerin.